# Cool Girl
«Cool Girl» (с англ. — «Крутая девчонка») — сингл шведской певицы Туве Лу с её второго студийного альбома Lady Wood. Лу написала эту песню в соавторстве с продюсерами, Якобом Йерлстремом и Людвигом Седербергом, которые известны под псевдонимом The Struts. Трек был выпущен для цифровой загрузки и потоковой передачи 4 августа 2016 года в качестве ведущего сингла альбома, а также на радиостанциях США и Великобритании.
Текст песни был вдохновлен монологом персонажа Эми Эллиот-Данн из фильма «Исчезнувшая». По словам Лу, в тексте говорится об играх, в которые люди играют в отношениях, так как боятся быть уязвимыми. У критиков были разные мнения о значении песни, некоторые считали, что в ней говорится о случайных отношениях. Сингл вошел в топ-30 в Австралии, Дании, Новой Зеландии и Швеции. Он был сертифицирован платиновым в Швеции и золотым в Австралии, Дании и Новой Зеландии.
Премьера клипа на песню состоялась 19 августа 2016 года. В клипе Лу танцует на стоянке отеля с группой танцоров. Позже она включила сингл в сет-лист своего тура «Lady Wood» в 2017 году.

## История создания
Процесс написания песни начался, когда Туве Лу взяла выходной во время своего тура Queen of the Clouds Tour в Копенгагене, Дания. Сидя в отеле, она получила басовую партию от продюсеров Якоба Йерлстрема и Людвига Седерберга. Они спросили её, не хочет ли она написать к ней стихи. Лу понравился трек, она устроила студию в своей спальне и начала прослушивать его по несколько раз. Незадолго до этого она посмотрела фильм          «Исчезнушая» и ей понравился монолог главной героини. Вдохновлённая им, Лу написала мелодию и отправила её своим продюсерам. В начале 2016 года Лу и The Struts закончили песню в Стокгольме.

## Композиция
Песня «Cool Girl» — это электропоп, включающий в себя элементы техно и хауса. Она написана в тональности ля минор и установлена в общей временной сигнатуре с темпом 102 удара в минуту. Вокал Лу колеблется от низкой ноты E3 до высокой ноты D5. В припеве звучит синтезаторный рифф, а на заднем плане используются вокальные интонации. Лу рассказала, что музыкальный стиль трека был вдохновлён музыкой, сыгранной на минимал-техно рейвах, которые она посещала в течение двух лет до написания песни.

## Критика
Хизер Фарес из AllMusic выделила сингл среди других в альбоме «Lady Wood», сказав, что она задаёт музыкальный тон. Эми Маккелден из Bustle посчитала его идеальным летним гимном, благодаря смелой лирике. Киан-Сиан Уильямс из NME включил «Cool Girl» в список семи хитов Туве Лу. Мэдисон Вайн из Entertainment Weekly назвала песню Pop Gold, а Бьянка Грейси из Fuse назвала её заразительным хитом лета. Эван Соуди из PopMatters сказал, что сингл выделяется на фоне остальной части альбома.
Гленн Гамбоа из Newsday назвал песню стильной. Критики из Jenesaispop назвали сингл новаторским с элегантной постановкой . Кэтрин Сент-Асаф из Pitchfork сказала, что припев в песне нахальный и добавила, что Лу местами подражает певице Сиа. Эд Нэш назвал песню поп-гимном года из-за её заразительного припева.

## Коммерческий успех
Сингл дебютировал под номером 84 в Billboard Hot 100. Две недели спустя, после выхода клипа, трек вновь вошёл в чарты под номером 88. Песня провела пять недель подряд в Hot 100, а также достигла 39-го места в Mainstream Top 40. В канадском чарте Hot 100 песня достигла 42-го места.
Сингл также попал в чарты нескольких европейских стран. В Швеции песня достигла 16-й строчки в чарте Sverigetopplistan 12 августа 2016 года. На следующей неделе она достигла 15-го места, проведя в чарте 16 недель. Сингл был сертифицирован платиновым ассоциацией GLF за продажу 40 000 экземпляров. 18 августа 2016 года сингл вошел в UK Singles Chart под номером 55. Он провёл там восемь недель и достиг пика под номером 46. Сингл был сертифицирован серебряным британской ассоциацией BPI 7 июля 2017 года за продажу 200 000 экземпляров в Великобритании. В Дании сингл достиг 26-го места в чарте Track Top 40 и была сертифицирована золотой IFPI Danmark за продажу 45 000 копий там. В Германии сингл достиг 43-го места в чарте Hitlisten и был сертифицирован золотым немецкой ассоциацией BVMI, за продажу 200 000 экземпляров в стране.
Во Франции сингл достиг 145-го места и был сертифицирован золотым за продажу 66 666 экземпляров в стране. Песня вошла в испанский хит-парад Top 100 Canciones под номером 96 и достигла пика под номером 79. Сингл в течение двух недель находился в Italian Singles Chart, достигнув 49-го места и получил золотую сертификацию от FIMI за продажи, превышающие 25 000 экземпляров в стране. Сингл также достиг топ-30 в Норвегии и digital singles charts в Чехии и Словакии. Он также получил платиновую сертификацию от ZPAV за продажу 20 000 экземпляров в Польше.
В Австралии сингл дебютировал под номером 52 в ARIA Charts. Он достиг пика под номером 30 и получил золотую сертификацию от ARIA за продажу 35 000 экземпляров в Австралии. В Новой Зеландии сингл достиг 15-го места и был сертифицирован золотым за продажи 15 000 копий в стране.

## Видеоклип
Премьера клипа состоялась 19 августа 2016 года на канале Vevo на Youtube. Режиссером выступил Тим Эрем.
В клипе Лу танцует на стоянке отеля с группой танцоров, а затем на стеклянном гробу.

## Чарты

### Недельные чарты
| Чарт (2016)                                | Позиция |
| ------------------------------------------ | ------- |
| Австралия (ARIA)                           | 30      |
| Австрия (Ö3 Austria Top 40)                | 53      |
| Бельгия/Фландрия (Ultratip Bubbling Under) | 7       |
| Бельгия/Валлония (Ultratip Bubbling Under) | 15      |
| Канада (Billboard Canadian Hot 100)        | 42      |
| Канада (Billboard CHR/Top 40)              | 41      |
| СНГ (TopHit)                               | 53      |
| Чехия (Singles Digitál Top 100)            | 28      |
| Дания (Tracklisten)                        | 26      |
| Finland (Suomen striimatuimmat)            | 42      |
| Франция (SNEP)                             | 145     |
| Германия (GfK)                             | 43      |
| Венгрия (Stream Top 40)                    | 35      |
| Ирландия (IRMA)                            | 32      |
| Италия (FIMI)                              | 49      |
| Нидерланды (Dutch Top 40)                  | 35      |
| Нидерланды (Single Top 100)                | 44      |
| Новая Зеландия (Recorded Music NZ)         | 15      |
| Норвегия (VG-lista)                        | 22      |
| Португалия (AFP)                           | 37      |
| Россия (TopHit)                            | 60      |
| Шотландия (OCC Scotland)                   | 43      |
| Словакия (Rádio — Top 100)                 | 69      |
| Словакия (Singles Digitál Top 100)         | 18      |
| Испания (PROMUSICAE)                       | 79      |
| Швеция (Sverigetopplistan)                 | 15      |
| Швейцария (Schweizer Hitparade)            | 49      |
| Великобритания (OCC UK Singles)            | 46      |
| США (Billboard Hot 100)                    | 84      |
| США (Billboard Pop Airplay)                | 39      |

| Чарт (2016)                             | Позиция |
| --------------------------------------- | ------- |
| Australia (ARIA Streaming Tracks Chart) | 79      |

## Сертификации
| Регион | Сертификация | Продажи |
| --- | ------------ | ------- |
| Австралия (ARIA) | Золотой      | 35 000  |
| Дания (IFPI Danmark) | Золотой      | 45 000  |
| Франция (SNEP) | Золотой      | 66 666  |
| Германия (BVMI) | Золотой      | 200 000 |
| Италия (FIMI) | Золотой      | 25 000  |
| Новая Зеландия (RMNZ) | Золотой      | 15 000  |
| Польша (ZPAV) | Платиновый   | 20 000  |
| Швеция (GLF) | Платиновый   | 40 000  |
| Великобритания (BPI) | Серебряный   | 200 000 |
| ^ Данные о тиражах приведены только на основе сертификации. · Данные о продажах + прослушиваниях приведены только на основе сертификации. |              |         |